# Wólka Dworska
Wólka Dworska (prononciation : [ˈvulka ˈdvɔrska]) est un village polonais de la gmina de Góra Kalwaria dans le powiat de Piaseczno de la voïvodie de Mazovie dans le centre-est de la Pologne.
Il se situe à environ 5 kilomètres au nord de Góra Kalwaria (siège de la gmina), 15 kilomètres à l'est de Piaseczno (siège du powiat) et à 27 kilomètres au sud-est de Varsovie (capitale de la Pologne).

## Histoire
De 1975 à 1998, le village appartenait administrativement à la voïvodie de Varsovie.